# Frank Devine
Frank Devine (n. 17 decembrie 1931, Blenheim⁠(d), Marlborough District⁠(d), Noua Zeelandă – d. 3 iulie 2009) a fost un jurnalist și editor de ziar australian, născut în Noua Zeelandă. 

## Biografie
Devine s-a născut în orașul Blenheim de pe Insula de Sud și și-a început acolo, la vârsta de 17 ani, cariera de jurnalist la Marlborough Express. În 1953 Devine lucra pentru West Australian Newspapers din Perth, colaborând și la Western Mail. Mai târziu, el a lucrat pe post de corespondent extern la New York, Londra și Tokyo înainte de a reveni la Perth, în calitate de redactor al Weekend News în 1970.
În 1971 a fost numit redactor-șef al ediției australiene a revistei Reader's Digest. După zece ani, s-a transferat pe poziția de senior editor al Digest din New York.
A rămas în Statele Unite ale Americii, unde a fost numit de Rupert Murdoch în postul de redactor la Chicago Sun-Times. În 1986 a părăsit orașul Chicago ca să preia postul de redactor al ziarului New York Post. Ulterior, Devine a fost editorialist și redactor al ziarului The Australian. El a contribuit cu un articol lunar pentru Quadrant din 2002 până în 2009; a pregătit o colecție din aceste articole intitulată  Older and Wiser, înainte de a muri.
S-a căsătorit cu Jacqueline Magee în aprilie 1959, cu care va avea trei copii. Cel mai mare, Miranda Devine, a fost editorialist pentru Sydney Morning Herald și Daily Telegraph.